# 黃紋孔弄蝶
黃紋孔弄蝶（學名：Polytremis lubricans）又名黃紋褐弄蝶及滑弄蝶，是屬於弄蝶科的一種蝴蝶，是孔弄蝶屬的一種，也是其模式種。廣泛分佈於東洋界，模式產地為爪哇島。生境為底至中海拔地區（0-2000米）的常綠闊葉林、熱帶季風林和海岸林。蝴蝶翅膀黃褐色，配有黃白色斑紋。幼蟲以禾本科植物作寄主。

## 分佈
中國（廣東、雲南、海南、江西、福建、湖南、貴州、香港）、台灣、印度、錫金、緬甸、越南、馬來西亞、印度尼西亞。

## 形態
軀體背側黃褐色，腹側黃白色至淺黃褐色。展翅寬 30-40 毫米。雌雄斑紋相似，除了雌蝶翅幅較寬以外，其餘特徵十分相似。
前翅翅形為鈍角三角形，外緣圓弧形，翅頂尖。中室端有兩枚明顯半透明黃白斑；M2、M3及CuA1室各有一明顯半透明黃白斑，排列成一直線，CuA1斑特別狹長；CuA2室內有一黃白斑。R3至R5室亦各有一半透明白色斑點。
後翅形近扇形，臀區突出不明顯。翅背面底色暗褐色後翅有四枚交錯排列之黃白斑，其中之M2斑格外細長。翅腹面底色黃褐色，黃白色斑紋類似翅背面。翅面黃白斑大小、形態變化較大。翅緣毛淺褐色混暗褐色。

## 習性
一年多代。幼蟲的寄主為禾本科中的莠竹屬、白茅屬和芒屬（中國芒及五節芒）植物，取食部位為葉片；又會作筒狀巢，化蛹於葉背。成蝶活躍於春夏秋天，活潑敏捷，低飛，有訪花和吸水習性，愛停棲於空曠的灌叢和草叢。

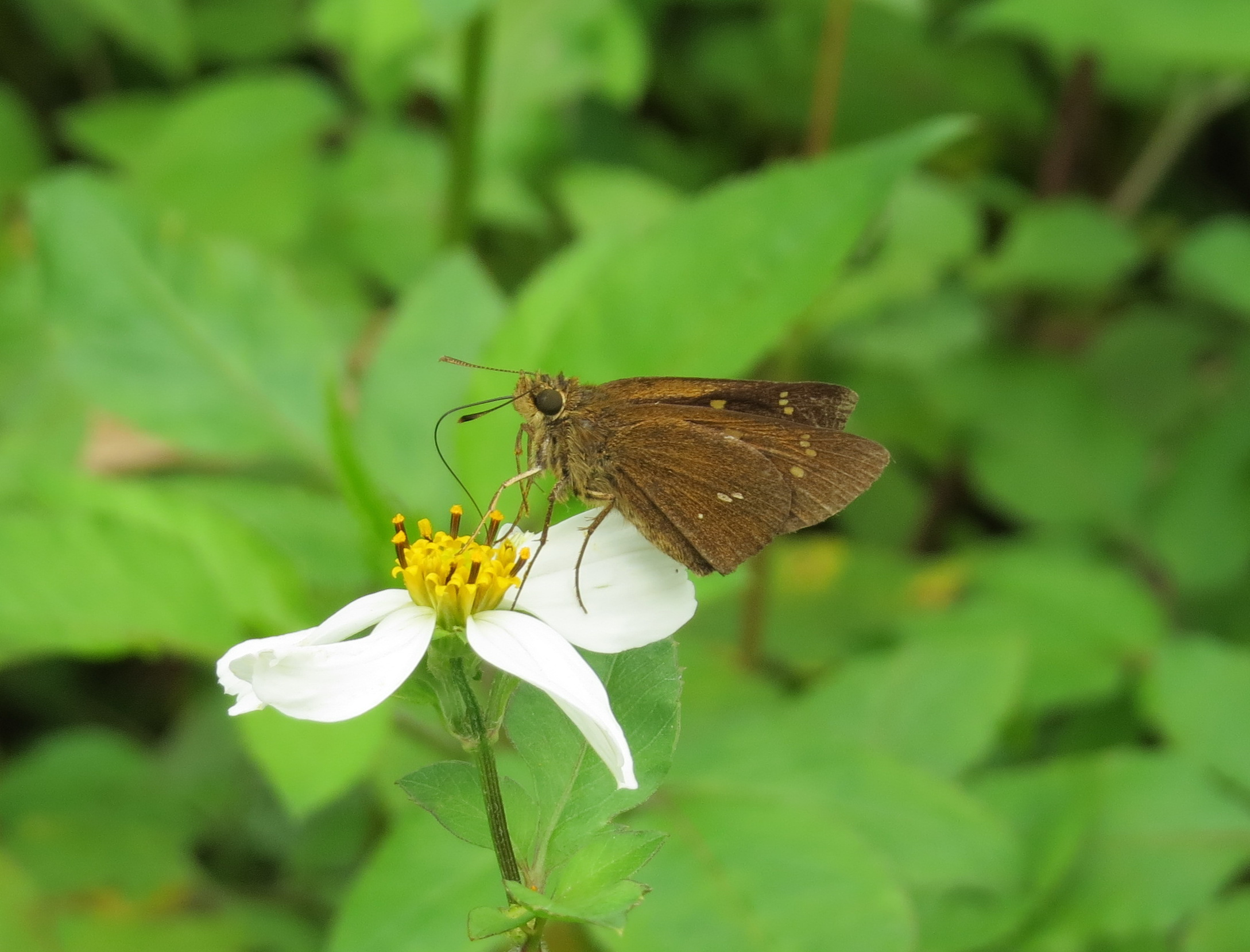
訪花
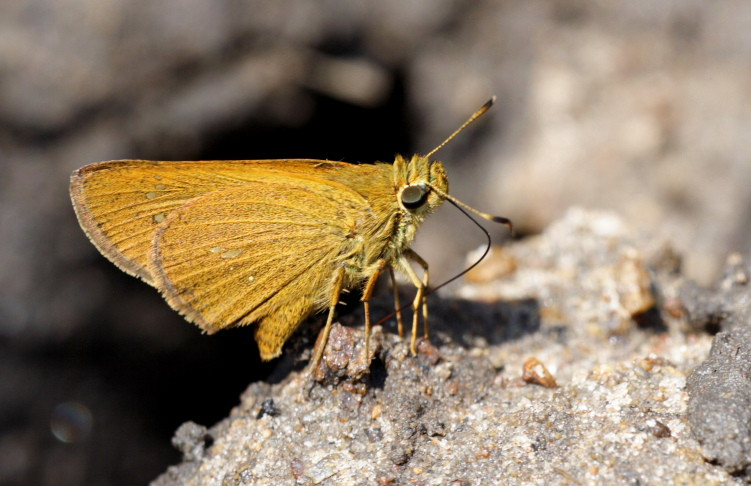
吸水
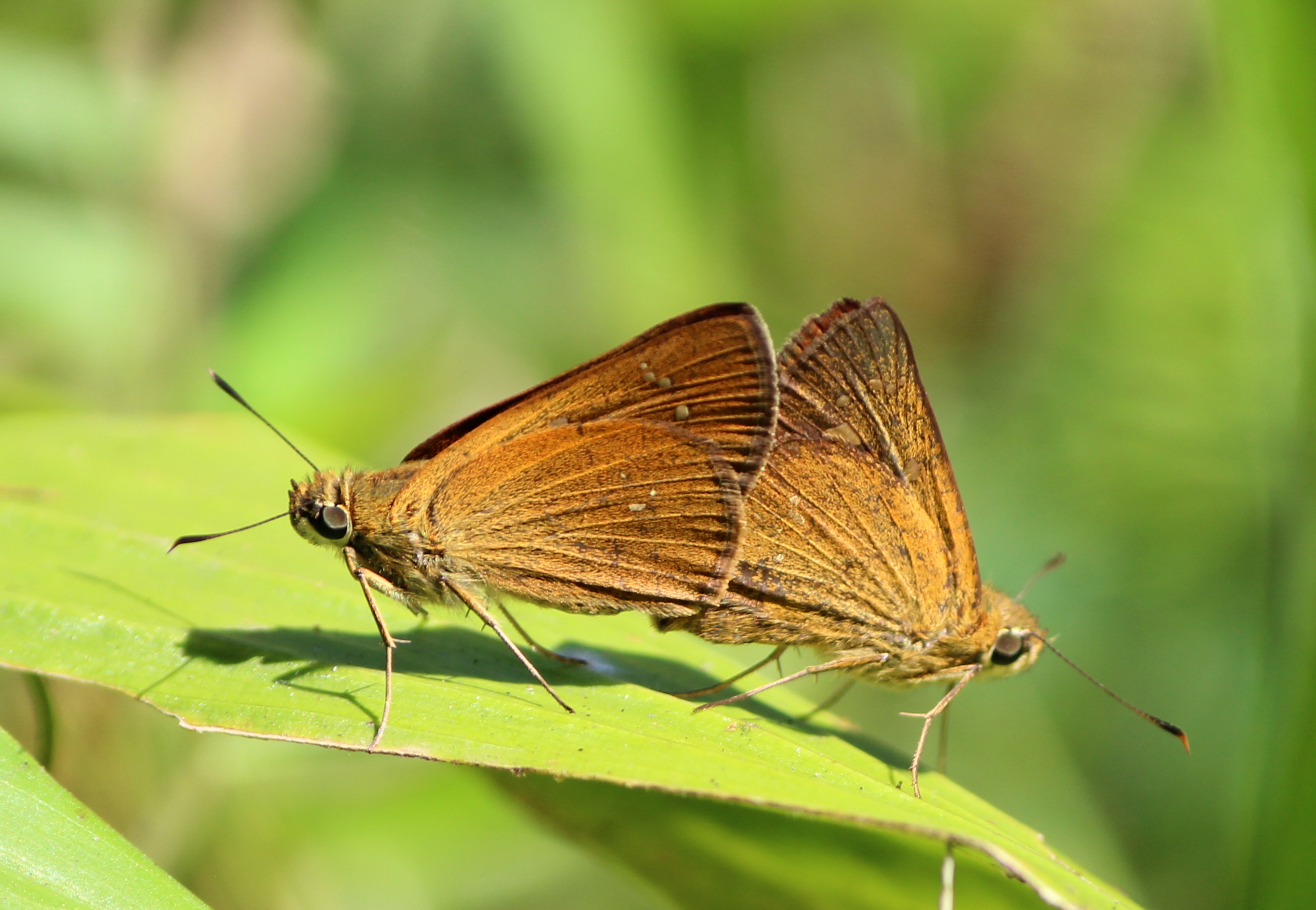
交配

## 亞種
- P. l. lubricans（指名亞種） - 廣泛分佈於東洋界，西至印度，東至菲律賓及婆羅洲[6]
- P. l. kuyaniana - 分佈於華中、華東及台灣

## 腳註
1. ↑  Herrich-Schäffer, 1869. Versuch einer systematischen Anordnung der Schmetterlinge CorrespBl. zool.-min. Ver. Regensburg 23 (12): 195, no. 34
2. 1 2 3  徐堉峰. . 台灣: 晨星出版有限公司. 2013年2月10日: 178–179. ISBN 9789861776705 （中文（繁體））.
3. ↑  Vane-Wright & de Jong, 2003. The butterflies of Sulawesi: annotated checklist for a critical island faunda Zool. Verh. Leiden （页面存档备份，存于） 343: 78
4. ↑  Chou, 1994. Monografia Rhopalocerorum Sinensium 2: 731
5. ↑  黃紋孔弄蝶 （页面存档备份，存于） - 香港生物多樣性數據庫 （繁體中文）
6. ↑  Polytremis lubricans lubricans （页面存档备份，存于） -  Butterflies in Indo-China

## 外部連結
- 维基共享资源上的相關多媒體資源：黃紋孔弄蝶
- 維基物種上的相關：黃紋孔弄蝶
- Polytremis lubricans Herrich-Schäffer, 1869 （页面存档备份，存于） - Catalogue of Life （英文）
- Polytremis lubricans （页面存档备份，存于） - funet.fi